# Ibrahim Zukanović
Ibrahim Zukanović (Zenica, 21. prosinca 1957. - Tuzla, 19. listopada 2022.), bosanskohercegovački nogometni trener i bivši nogometaš.

## Karijera

### Igračka karijera
Nogomet je počeo trenirati 1968. godine u omladinskom pogonu Čelika iz Zenice. Godine 1974. je s Čelikom osvojio Omladinski kup Jugoslavije pobjedom u Beogradu nad splitskim Hajdukom. Za prvu momčad Čelika debitirao je kao sedamnaestogodišnjak za koji je tijekom 14 godina odigrao više od 500 utakmica. Tri je godine igrao u švedskom klubu Assyriska Föreningen gdje je završio profesionalnu igračku karijeru.
Bio je kapetan omladinske reprezentacije Jugoslavije na Europskom prvenstvu u Mađarskoj. Također, igrao je i za mladu reprezentaciju.

### Trenerska karijera
Nakon igračke karijere bavio se trenerskim poslom, najprije u matičnom Čeliku s kojim je osvoji dva kupa i prvenstvo 1996. i 1997. godine. Nakon Čelika vodio je Krajinu iz Cazina koju je uveo u Premijer ligu BiH te momčad Zenice. Tijekom 2010-ih radio je u uskopaljskoj Slogi i bugojanskoj Iskri.
Bio je izbornik mlade reprezentacije BiH između 2002. i 2007. kada su dres reprezentacije nosili Edin Džeko, Vedad Ibišević, Sejad Salihović, Senijad Ibričić i drugi.

## Vanjske poveznice
- Profil na transfermarkt.de